# Военная тайна
Вое́нная та́йна:
- Военная тайна — сведения военного характера ограниченного доступа, специально охраняемые государством; разновидность государственной тайны. Официально термин «военная тайна» в современных вооружённых силах РФ не применяется. Сведения с ограниченным доступом имеют несколько категорий (грифов) секретности. Военнослужащие, работающие с информацией, составляющей гостайну, проверяются соответствующими органами на допуск и дают подписку о неразглашении. За работу с секретной информацией или техникой военнослужащий получает соответствующую допуску ежемесячную надбавку к денежному довольствию. Все лица, имеющие допуск к сведениям секретного характера, имеют ограничение на выезд за пределы РФ, в том числе и на некоторое время после увольнения из рядов ВС.

## Государственная тайна в сфере обороны
Информация закрытого характера, содержащая сведения:
- о содержании стратегических и оперативных планов и других документов боевого управления, подготовку и проведение военных операций, стратегическое и мобилизационное развертывание войск;
- о других важнейших показателях, характеризующих организацию, численность, дислокацию, боевую и мобилизационную готовность, боевую и другую военную подготовку, вооружение и материально-техническое обеспечение Вооруженных Сил и других военных формирований;
- о направлениях развития отдельных видов вооружения, военной и специальной техники, их количество, тактико-технические характеристики, организацию и технологию производства, научные, научно-исследовательские и опытно-конструкторские работы, связанные с разработкой новых образцов вооружения, военной и специальной техники или их модернизацией, а также о других работах, планируемых или осуществляемых в интересах обороны страны;
- о дислокации, характеристики пунктов управления, содержание мероприятий общегосударственного и регионального, в случае необходимости городского и районного уровня, по приведению в готовность единой государственной системы гражданской защиты населения и территорий к выполнению задач в особый период и об организации системы связи (оповещение) в особый период, возможности населенных пунктов, регионов и отдельных объектов по эвакуации, рассредоточения населения и обеспечения его жизнедеятельности; обеспечения производственной деятельности объектов национальной экономики в военное время;
- о геодезических, гравиметрических, картографических и гидрометеорологических данных и характеристиках, имеющих значение для обороны страны.

Отнесение соответствующей информации к закрытой осуществляется мотивированным решением государственного эксперта по вопросам тайн.

## Наказание за разглашение
Виновные в разглашении сведений закрытого характера, равно как за утерю секретных документов или предметов, несут юридическую ответственность, предусмотренную Уголовным кодексом (в случае документального подтверждения, что данное лицо допущено установленным порядком к гостайне). Лица, допустившие утечку закрытой информации, но не допущенные к таковой, никакой юридической ответственности не несут.